# Deutsche Schwimmmeisterschaften 1924
Die 39. Deutschen Meisterschaften im Schwimmen fanden im Jahr 1924 statt.
| Disziplin       | Männer           | Männer              | Männer | Frauen       | Frauen           | Frauen |
| Disziplin       | Name             | Verein              | Zeit   | Name         | Verein           | Zeit   |
| --------------- | ---------------- | ------------------- | ------ | ------------ | ---------------- | ------ |
| 100 m Freistil  | Herbert Heinrich | Poseidon Leipzig    |        | Anni Rehborn | Blau-Weiß Bochum |        |
| 400 m Freistil  | Friedel Berges   | DSW 1912 Darmstadt  |        |              |                  |        |
| 1500 m Freistil | Friedel Berges   | DSW 1912 Darmstadt  |        |              |                  |        |
| 100 m Brust     | Erich Rademacher | SC Hellas Magdeburg |        | Erna Murray  | Poseidon Leipzig |        |
| 100 m Rücken    | Herbert Dahlem   | NSV Breslau         |        | Anni Rehborn | Blau-Weiß Bochum |        |